# 芒通河畔圣热尼
芒通河畔圣热尼（法語：Saint-Genis-sur-Menthon，法語發音：[sɛ̃ ʒəni syʁ mɑ̃tɔ̃]）是法国东部安省的一个市镇，属于布雷斯地区布尔格区。

## 地理
芒通河畔圣热尼（46°16'56"N, 5°0'32"E）面积11.55 平方千米，位于法国奥弗涅-罗讷-阿尔卑斯大区安省，该省份为法国东部省份，北起汝拉省，西北接索恩-卢瓦尔省，西接罗讷省和里昂大都会，南至伊泽尔省，东与萨瓦省、上萨瓦省和瑞士接壤。
与芒通河畔圣热尼接壤的市镇（或旧市镇、城区）包括：孔弗朗松、梅泽里亚、佩雷克斯、芒通河畔圣西尔、圣迪迪耶多西亚、巴热-多马坦。

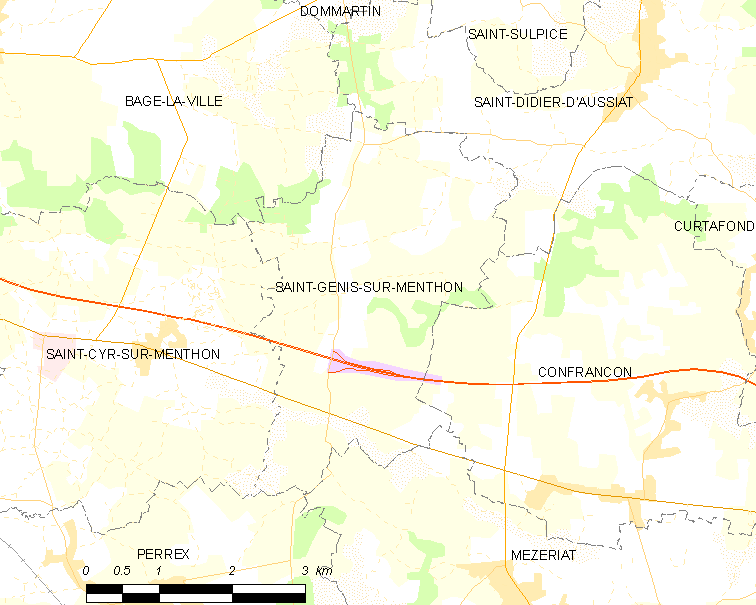
芒通河畔圣热尼的OSM定位图

芒通河畔圣热尼的时区为UTC+01:00、UTC+02:00（夏令时）。

## 行政
芒通河畔圣热尼的邮政编码为01380，INSEE市镇编码为01355。

## 政治
芒通河畔圣热尼所属的省级选区为沃纳县。

## 人口

1962-2008年间芒通河畔圣热尼人口变化图示

芒通河畔圣热尼于2022年1月1日时的人口数量为488人。